# Gmina Summerset
Gmina Summerset (ang. Summerset Township) – gmina w USA, w stanie Iowa, w hrabstwie Adair. Według danych z 2020 roku gmina miała 951 mieszkańców.